# 野田悟
野田 悟（のだ さとる、1970年 - 、雅号は覺然）は日本の書道家、書道の研究者である。

## 経歴
1970年、佐賀県鹿島市に生まれる。
1995年、高野山大学文学部仏教学科 卒業。
2005年、中国美術学院書法科 碩士修了、修士(文学)学位 取得。『 韓登安的篆刻藝術 』、『 韓登安年譜』を著す。
2009年、中国美術学院書法科 博士修了、博士(文学)学位 取得、首席。『 《學古編》版本考評 』、『 吾衍『学古編』の版本とその流伝考 』を著す。
2010年、高野山大学文学部密教学科 非常勤講師
2011年、高野山大学文学部密教学科 助教
2013年、密教文化研究所協議会委員(兼任)
2017年、高野山大学文学部密教学科 准教授
2023年、高野山大学文学部密教学科 教授